# Dune Buggy/Across the Fields
Dune Buggy/Across the Fields è un singolo di Guido De Angelis e Maurizio De Angelis, pubblicato con lo pseudonimo Oliver Onions dalla RCA Original Cast nel 1974. Entrambi i brani fanno parte della colonna sonora del film diretto da Marcello Fondato ...altrimenti ci arrabbiamo!.

## Dune Buggy
Dune Buggy è un brano scritto da Susan Duncan Smith, Marcello Fondato e Bud Spencer, su musica di Guido e Maurizio De Angelis. Il brano, che prendeva il nome dalla celebre autovettura omonima presente nel film, ed oggetto del contendere dei due protagonisti Bud Spencer e Terence Hill, ottenne fin da subito un clamoroso successo commerciale, entrando nella classifica italiana dei singoli direttamente al settimo posto, nella settimana del 25 maggio 1974, per poi salire rapidamente nelle settimane successive fino a raggiungere la seconda posizione nella settimana del 22 giugno, e permanendo nella top ten per un totale di diciassette settimane consecutive. Il singolo risultò il quindicesimo più venduto del 1974 in Italia
Il singolo ottenne un'ampia distribuzione anche all'estero, in paesi quali Cile, Messico, Francia, Spagna e Germania, dove ottenne particolare successo entrando nella top twenty dei singoli più venduti il 7 novembre del 1974, toccando il picco massimo dell'ottavo posto, e rimanendo in classifica per undici settimane consecutive
La canzone è stata utilizzata per ben sette volte all'interno del film, in molte delle scene più importanti della trama.
Fu anche utilizzata in un episodio del film "40 gradi all'ombra del lenzuolo".

## Across the Fields
Across the Fields è la canzone pubblicata sul lato B del singolo, brano strumentale scritto dagli stessi autori e utilizzato all'interno del film durante le scene delle corse in automobile e durante l'inseguimento dei motociclisti.